# Jörmungand

Jörmungand (en scandinavien  ᛃᛟᚱᛗᚢᚾᚷᚨᚾᛞ), (Jǫrmungandr prononcé [ˈjɔ̃rmoŋˌɡɑndr] ou Jörmungandr ou Iormungandr) est dans la mythologie nordique un gigantesque serpent de mer, attesté dans des poèmes scaldiques et les Eddas rédigés entre les IXe et XIIIe siècles.
Selon l’Edda de Snorri, il est le fils du dieu malin Loki et de la géante Angrboda, et le frère du loup Fenrir ainsi que de la déesse du monde des morts Hel. Peu après sa naissance, le dieu Odin jette Jörmungand dans la mer qui encercle Midgard, puisque les prophéties racontent qu'il causera de grands dégâts chez les dieux durant le Ragnarök. Mais ce dernier grandit tellement qu'il finit par entourer le monde et se mordre la queue, d'où son autre nom, Midgardsorm (Miðgarðsormr), « serpent de Midgard ».
Dans plusieurs mythes, Jörmungand apparaît comme le rival du dieu Thor qu’il rencontre notamment lors d'une fameuse partie de pêche, décrite dans six textes et reproduite picturalement sur quatre pierres runiques connues. À la fin du monde prophétique, le Ragnarök, Jörmungand provoquera des raz-de-marée en surgissant des mers pour combattre les dieux aux côtés des géants. Il sera finalement tué par Thor, mais le dieu succombera à son tour après neuf pas, empoisonné par le venin du serpent.

## Étymologie
Jörmungandr est composé du vieil islandais jörmun-, « immense », et gandr, signifiant « monstre », ainsi ce nom signifie « monstre immense »,.
C'est uniquement dans l'Edda de Snorri qu'il est nommé Miðgarðsormr, qui signifie en vieil islandais « serpent-monde », ou « serpent de Midgard », avec ormr signifiant « serpent ». Il est parfois seulement appelé Ormr, ou Naðr, « serpent, dragon ».

## Caractéristiques

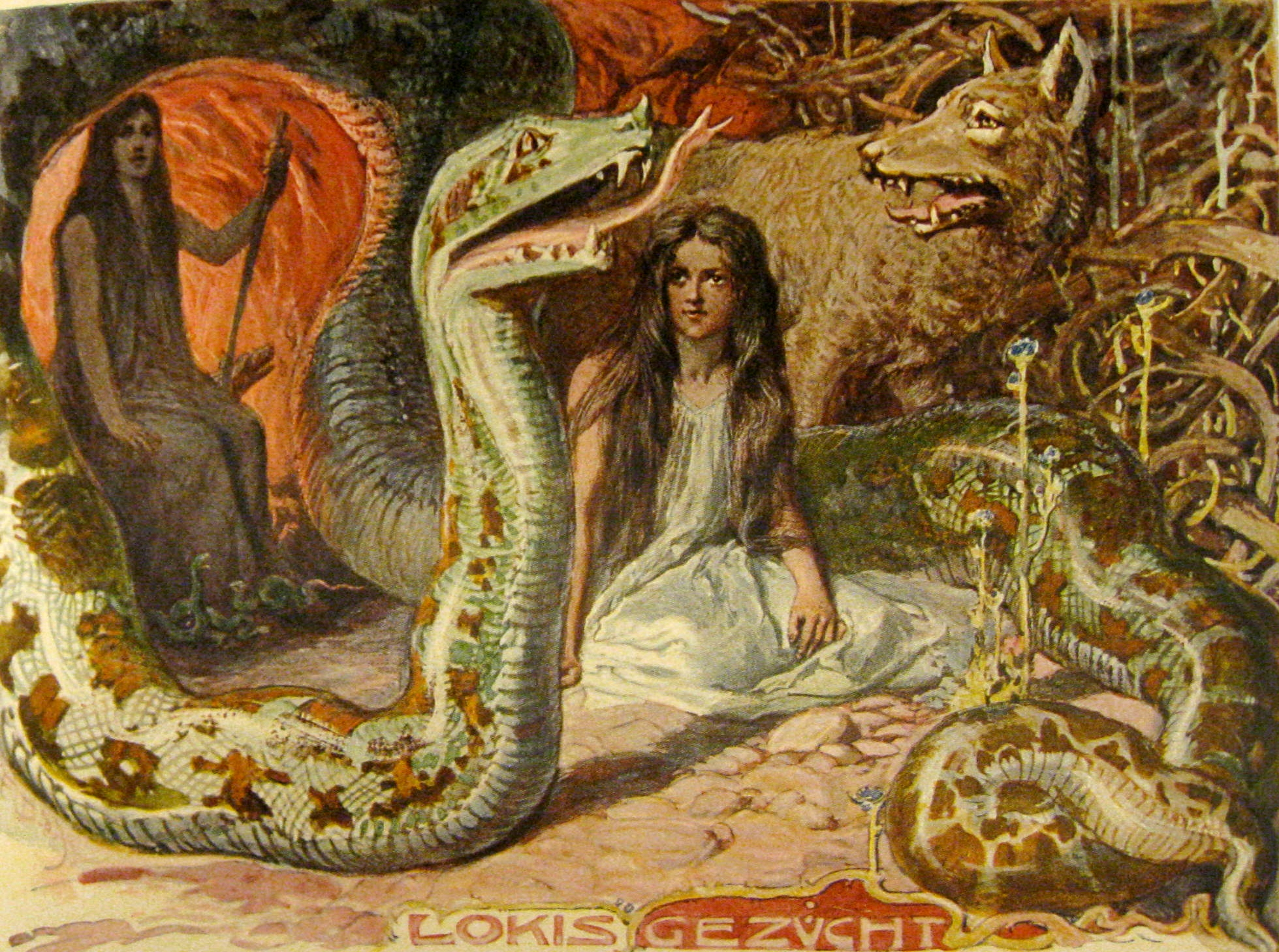
Les enfants de Loki.
Illustration d'Emil Doepler (1905).

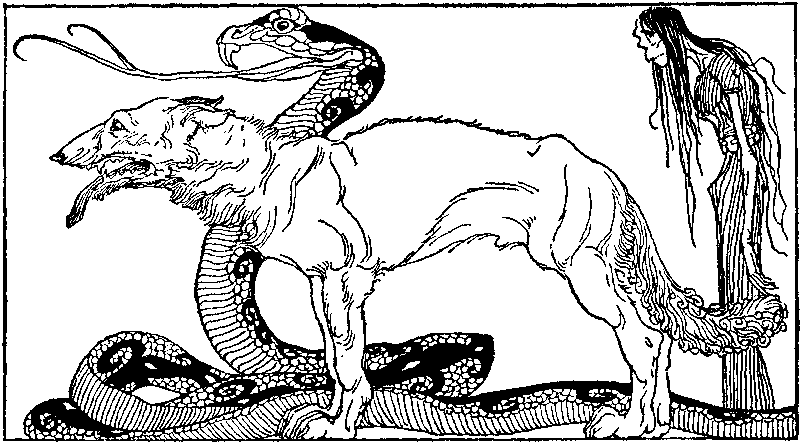
Les enfants de Loki.
Illustration de Willy Pogany (1920).

Jörmungand est décrit comme un gigantesque et hideux serpent marin ou dragon, capable de cracher du venin mortel, et avec un regard terrifiant si l'on se réfère au mythe de la partie de pêche de Thor. Sa taille est telle qu'il entoure la Terre et se mord la queue. Lors de la bataille prophétique du Ragnarök, il est dit qu'en sortant de la mer il provoquera des raz-de-marée. Le poème scaldique Húsdrápa nomme Jörmungand par les kennings men storðar « collier du monde », et stirðþinull storðar « corde rigide du monde ».
Le poème scaldique Ragnarsdrápa nomme Jörmungand par les kennings endiseiðr allra landa « poisson-frontière de toutes les terres », þvengr « lanière » ou hringr « anneau » de l'océan, hrøkkviáll drekku Völsunga « anguille tordante de la boisson des Völsungs » (la boisson des Völsungs est du poison, en référence au mythe du héros Sinfjötli), et vrangr œgir vágs « tordant agitateur des vagues ». Le scalde Eysteinn Valdason désigne Jörmungand par le kenning seiðr jarðar « poisson de la terre », et Gamli gnævadarskáld par grundar fiskr « poisson du sol » (il s'agit de kennings servant à désigner des serpents, mais prenant une tout autre dimension lorsqu'elles font référence à Jörmungand, le serpent-monde).
D'après l'Edda de Snorri, il est le fils du dieu malin Loki et de la géante Angrboda, ainsi le frère du loup monstrueux Fenrir et de Hel, la déesse du monde des morts. Sa parenté avec Loki est également attestée dans le poème eddique Hymiskvida et le poème scaldique Þórsdrápa où le kenning faðir lögseims, « père du serpent », désigne Loki.
Encore jeune, Jörmungand est élevé dans le monde des géants, Jötunheim, mais il est jeté dans la mer par le dieu Odin puisque les prophéties présagent qu'il portera malheur.

## Mythes
Les récits concernant Jörmungand sont issus des Eddas. L’Edda de Snorri, composé au XIIIe siècle, raconte en prose et avec force détails tous les mythes que l'on connait concernant Jörmungand, et préserve également divers poèmes scaldiques dont l'un remonte au IXe siècle et qui décrivent un même mythe. Autrement, la Hymiskviða et la Völuspá, issus de l'Edda poétique rédigé au XIIIe siècle mais composé de poèmes plus anciens, évoquent également des mythes liés à Jörmungand. Sur les quatre mythes connus, trois sont centrées sur les rencontres entre Thor et ce serpent marin qui finissent par s'entre tuer.

### Naissance

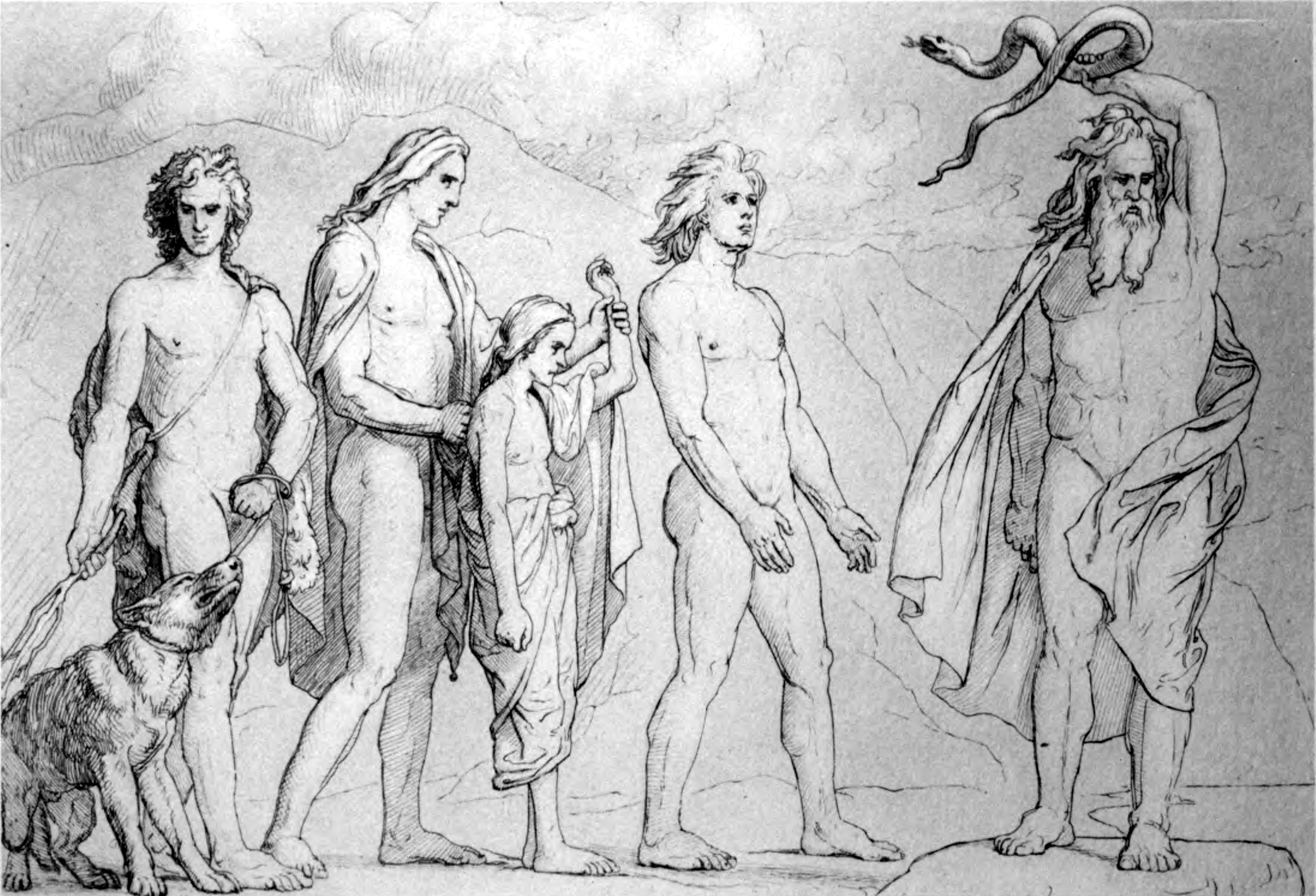
Odin bannit les enfants de Loki. Illustration de Lorenz Frølich (1906).

Le chapitre 34 de la Gylfaginning, dans l’Edda de Snorri, raconte que le dieu Loki et la géante Angrboda ont trois enfants monstrueux ; le loup Fenrir, le serpent-monde Jörmungand et Hel, qu'ils élèvent à Jötunheim. Or, les dieux Ases savent par des prophéties que la progéniture de Loki causera leur infortune. Alors Odin exige que l'on saisisse ces enfants, et il jette le serpent Jörmungand encore petit dans la mer. Mais celui-ci grandit si vite qu’il entoure bientôt le monde des hommes, Midgard, jusqu'à se mordre la queue.

« Il jeta le serpent dans la profonde mer située tout autour des terres, mais celui-ci grandit tellement que, vivant au milieu de la mer, il entoure à présent toutes les terres et se mord la queue. »

— Gylfaginning, chapitre 34

### Le chat à soulever

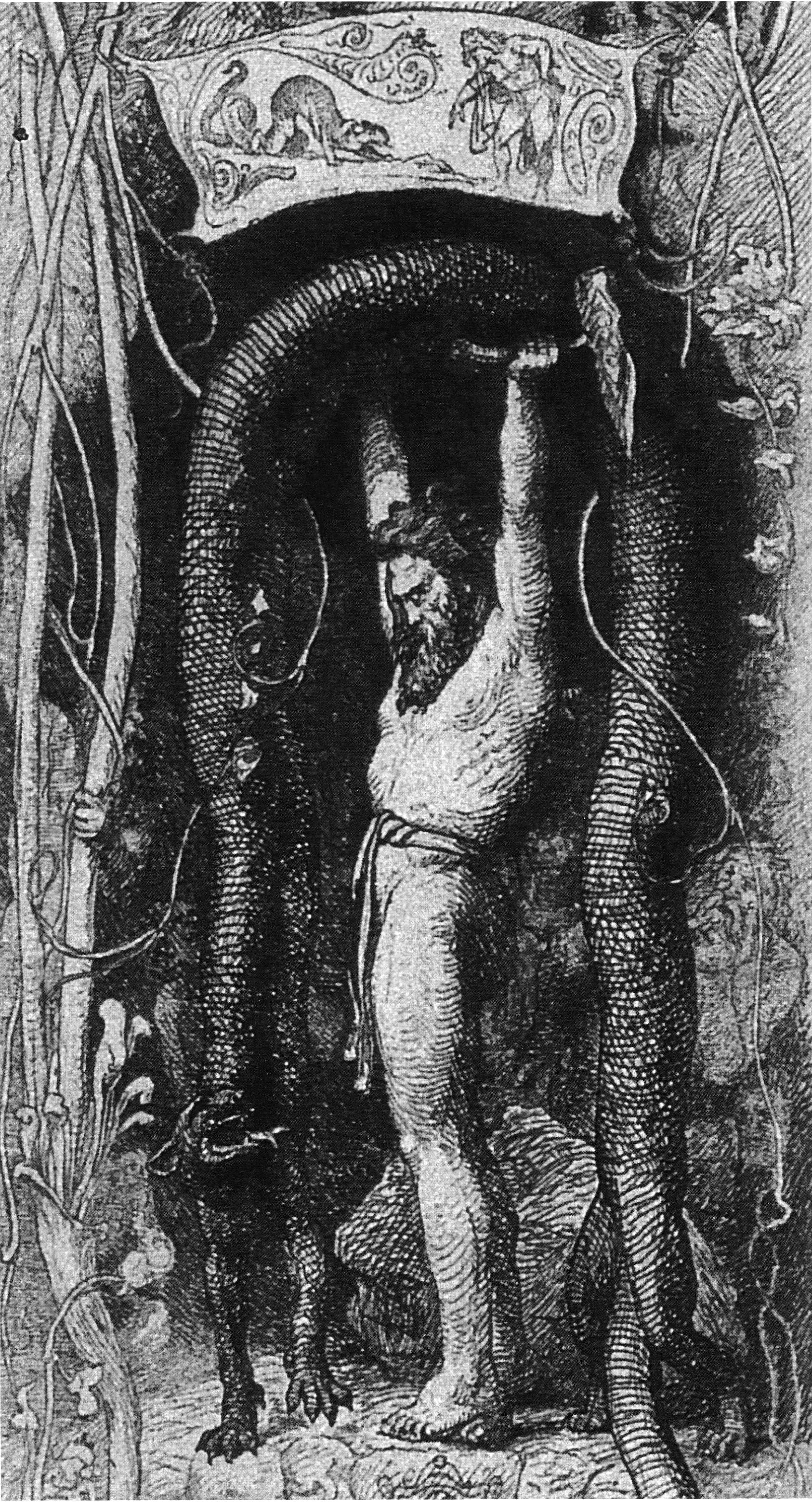
Thor soulève un chat qui n’est autre que Jörmungand. Illustration de Lorenz Frølich (1872).

Le chapitre 46 de la Gylfaginning, dans l'Edda de Snorri, raconte que Thor et ses compagnons sont hébergés dans le château du géant-roi Útgarða-Loki, qui afin de les humilier leur propose des défis d'apparences faciles mais qu’inexplicablement ils ne réussissent pas. Parmi ces défis, Thor doit soulever un chat. Le dieu y met toutes ses forces mais malgré ses efforts, il ne réussit à faire décoller qu’une patte du félin. On apprend au chapitre 47 que le lendemain, Útgarða-Loki leur révèle leur avoir fait subir des illusions visuelles. En réalité, le petit animal était l’immense Jörmungand lui-même, à qui le roi des géants avait donné l’apparence d’un chat. Plutôt qu’une humiliation, c’était donc un exploit qui a impressionné tous les géants. En effet, Útgarða-Loki lui dit :

« Le fait que tu soulevas le chat ne me sembla pas moins remarquable. Pour te dire la vérité, tous ceux qui virent que tu parvenais à soulever de terre l'une de ses pattes prirent peur, car ce chat n'était pas ce qu'il te paraissait être : c'était le serpent de Midgard, qui se trouve tout autour des terres et dont la taille est à peine assez grande pour que sa queue et sa tête puissent toucher la terre. Mais toi, tu le soulevas tant et tant que tu ne fus plus qu'à une courte distance du ciel. »

— Gylfaginning, chapitre 47

### La partie de pêche de Thor
Le mythe de la partie de pêche de Thor est raconté dans plusieurs textes, avec quelques variantes. Il est d'abord décrit dans les poèmes scaldiques Ragnarsdrápa composé au IXe siècle par Bragi Boddason et Húsdrápa composé en 983 par Ulf Uggason. De plus nous connaissons seulement trois strophes du scalde Eysteinn Valdason et une strophe de Gamli gnævadarskáld du Xe siècle qui décrivent la partie de pêche également,, attestant alors de l'ancienneté du mythe. Toutes ces strophes sont préservées dans l'Edda de Snorri qui résume aussi le mythe, en prose avec plus de détails, et Snorri décrit cette rencontre comme une vengeance directe de Thor pour l'épisode où il est trompé à croire que Jörmungand est un chat à soulever. Enfin, un autre récit détaillé se trouve dans le poème eddique Hymiskvida.

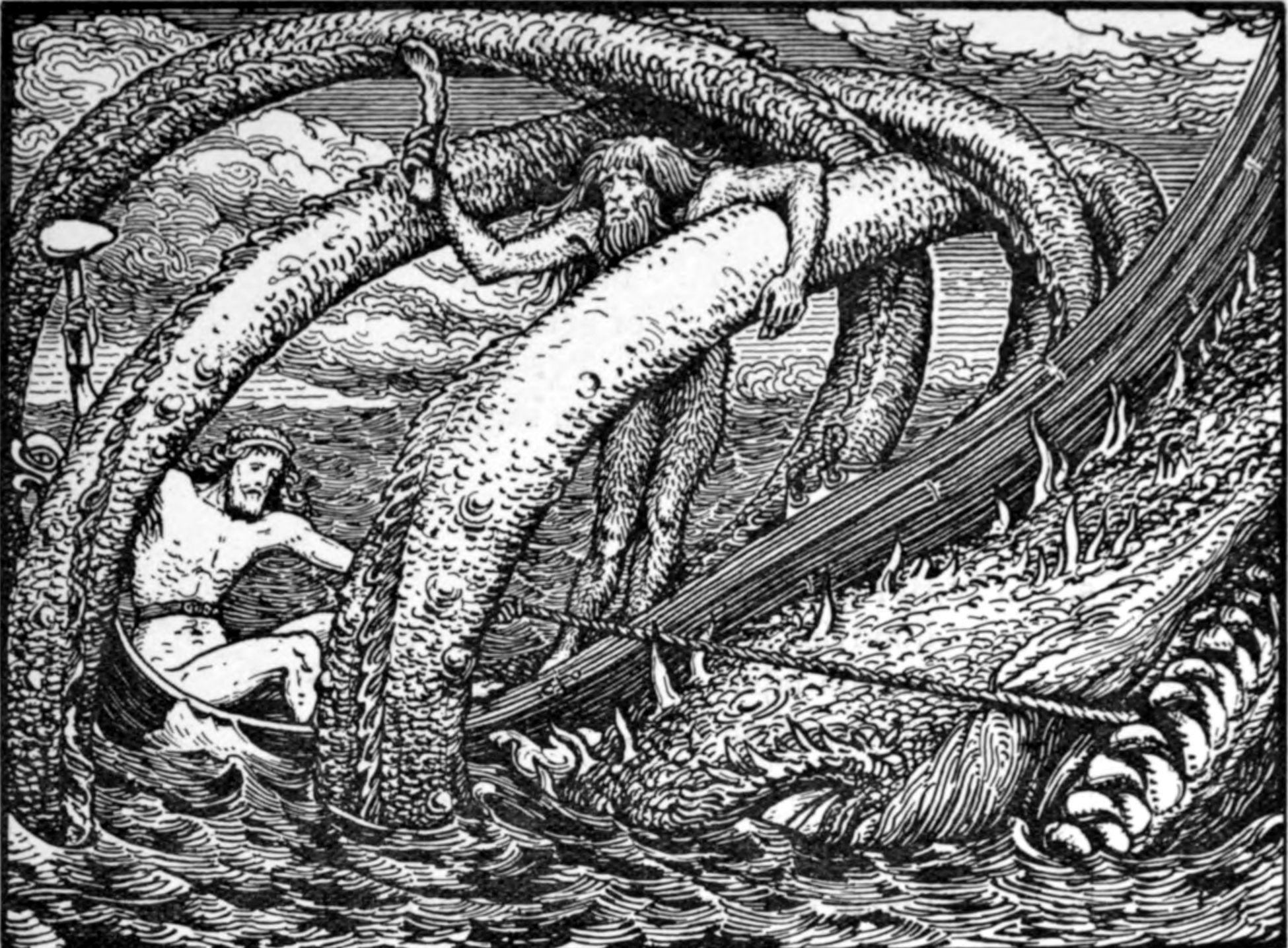
La partie de pêche de Thor.
Illustration pour la Hymiskviða de W. G. Collingwood (1908).

Le poème eddique Hymiskvida raconte que Thor part à la pêche avec le géant Hymir, emportant avec lui la tête d'un bœuf de son hôte pour l'utiliser comme appât. Thor exige que le géant l'emmène plus au large mais ce dernier refuse. Ensuite le géant pêche deux baleines tandis que c’est le serpent de Midgard lui-même qui mord à la ligne de Thor. Thor est d'ailleurs nommé par le kenning « meurtrier du serpent » à la strophe 22, en référence au mythe du Ragnarök où il tue Jörmungand (cf infra). Le dieu parvient à tirer l’énorme serpent à bord et il le frappe avec son marteau Mjöllnir, ce qui fait couler le monstre. Mécontent, Hymir prend le chemin du retour et ne cesse de mettre en doutes la force de Thor, qui finit par le tuer.

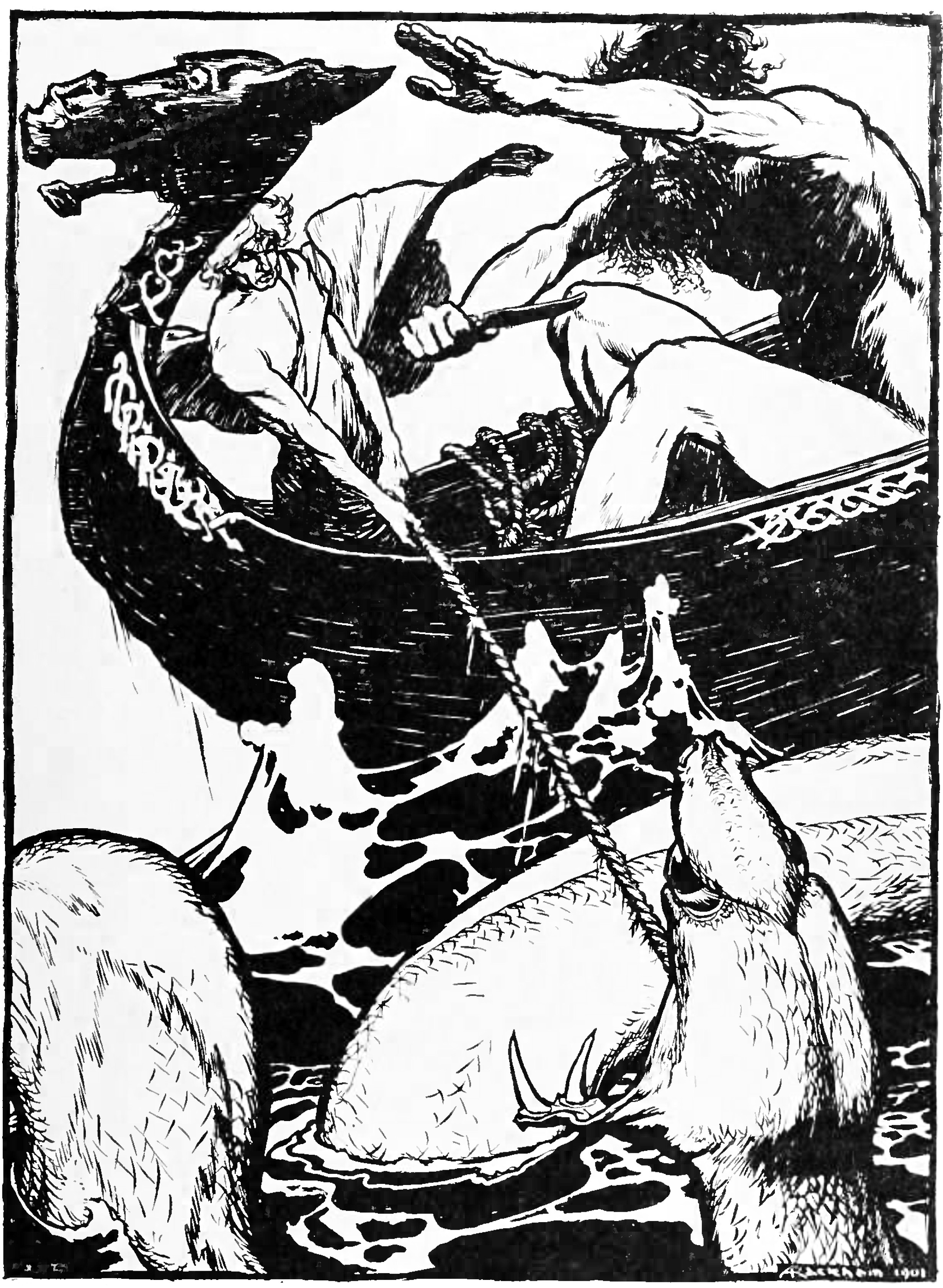
Le géant Hymir se précipite et coupe la ligne de Thor.
Illustration d'Arthur Rackham (1901).

Dans l'Edda de Snorri, l'auteur raconte que Thor, sous la forme d'un garçon, part pour une partie de pêche avec le géant Hymir, et arrache la tête d'un bœuf pour l’utiliser comme appât. Ensuite Thor rame loin au large malgré les protestations de Hymir qui craint le serpent de Midgard. Thor prépare alors une ligne solide et accroche la tête de bœuf à l'hameçon. L'hameçon se plante dans le palais de Jörmungand, et ce dernier se débat tant que les pieds de Thor traversent le plancher du bateau. Thor parvient à remonter le serpent de l’eau, et il crache son venin. Alors que Thor s'apprête à frapper le serpent avec son marteau Mjöllnir, le géant Hymir terrifié coupe la ligne et laisse s'échapper le serpent. Thor lui lance tout de même le marteau sans le tuer. Furieux, Thor frappe le géant par-dessus bord, puis il regagne le rivage à pied. Snorri Sturluson précise que « certains » racontent que Thor a décapité le serpent, faisant peut être référence à la version du poème scaldique Húsdrápa (strophes 3 à 6). Ce poème évoque rapidement cette partie de pêche, et semble décrire à la strophe 6 qu'avec un coup de poing, Thor décapite le serpent,. Snorri conteste cette version, disant que Jörmungand est toujours vivant dans l'océan. La version qu'adopte Snorri est sans doute celle du poème scaldique Ragnarsdrápa qu'il cite, le serpent ne pouvant être tué puisqu'il réapparait ensuite au Ragnarök. Le Ragnarsdrápa décrit la partie de pêche aux strophes 14 à 19.
Outre le grand nombre de textes préservés qui y font référence, la popularité du mythe est également confirmée par le fait qu'il est représenté sur quatre pierres gravées connues de l'âge des Vikings (cf. infra).

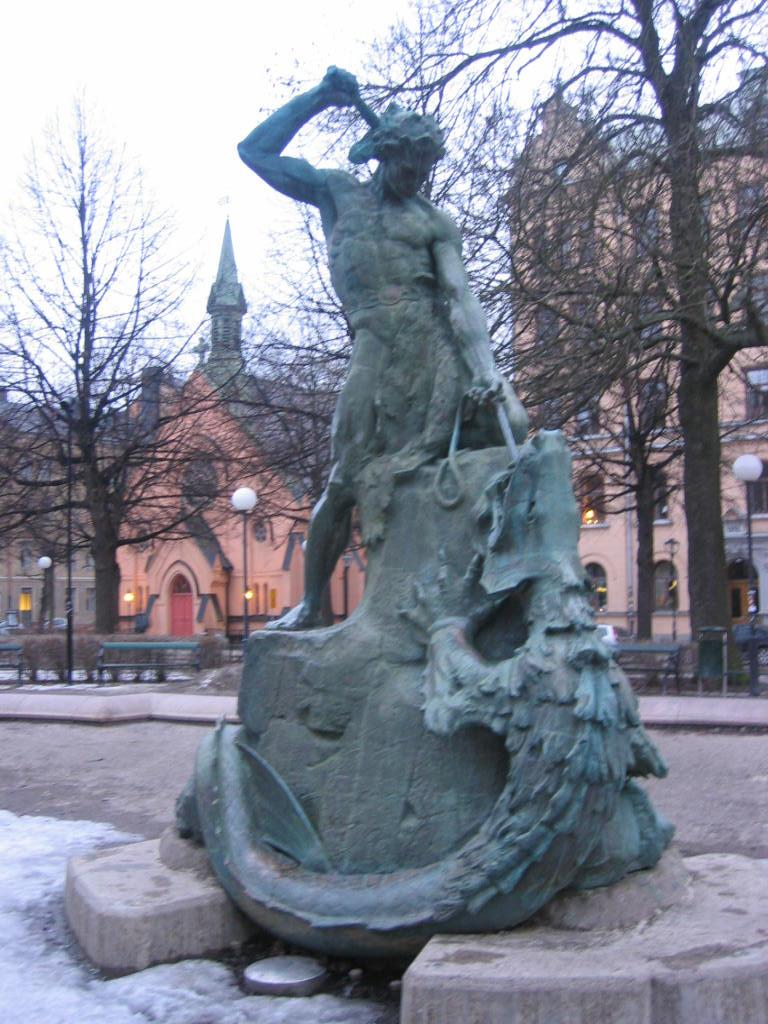
Statue illustrant la pêche de Thor, à Stockholm (1903).
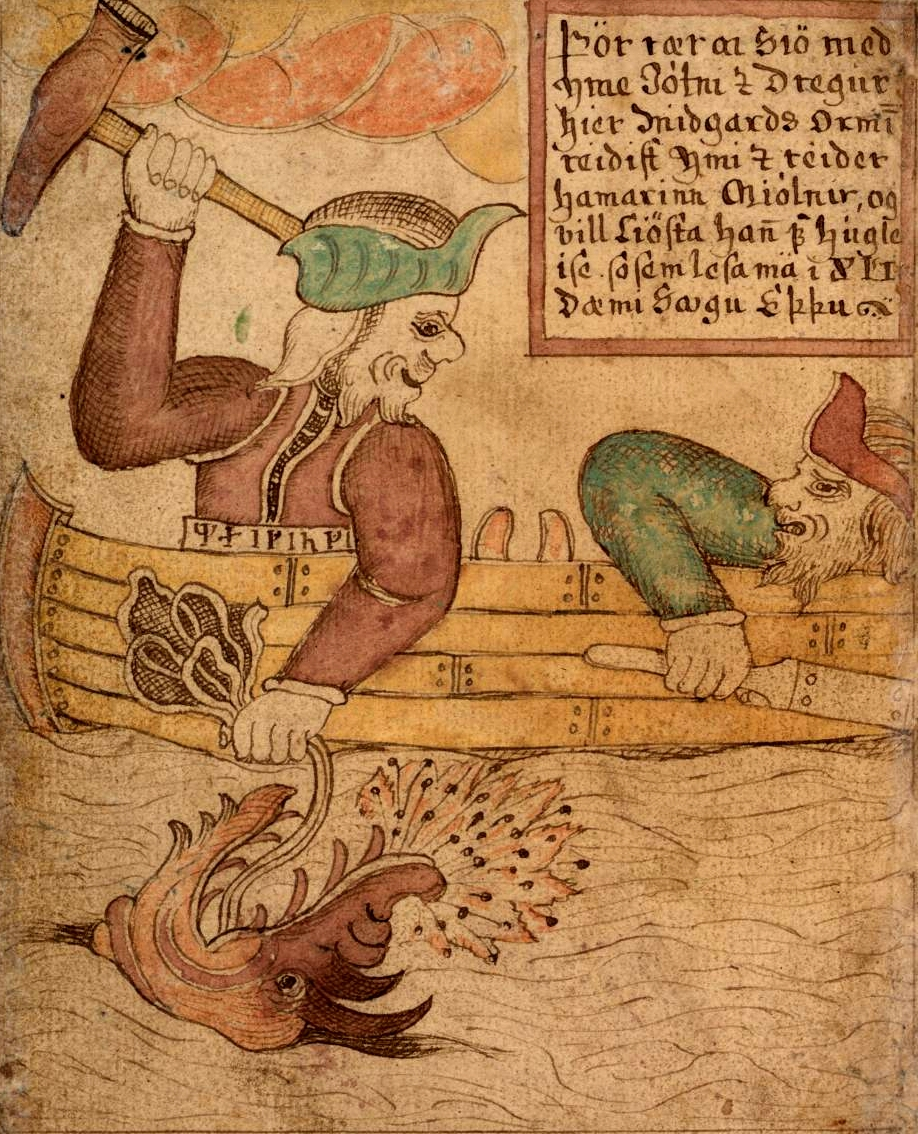
Thor pêchant le serpent Jörmungand d’après un manuscrit scandinave (18e siècle).
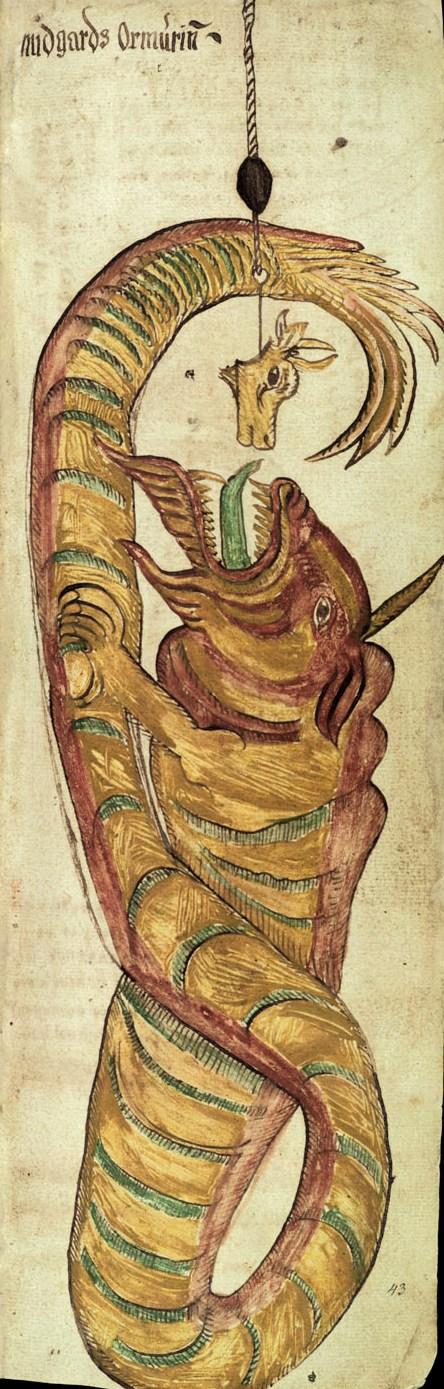
Jörmungand mordant à l’appât de Thor (17e siècle).

### Ragnarök

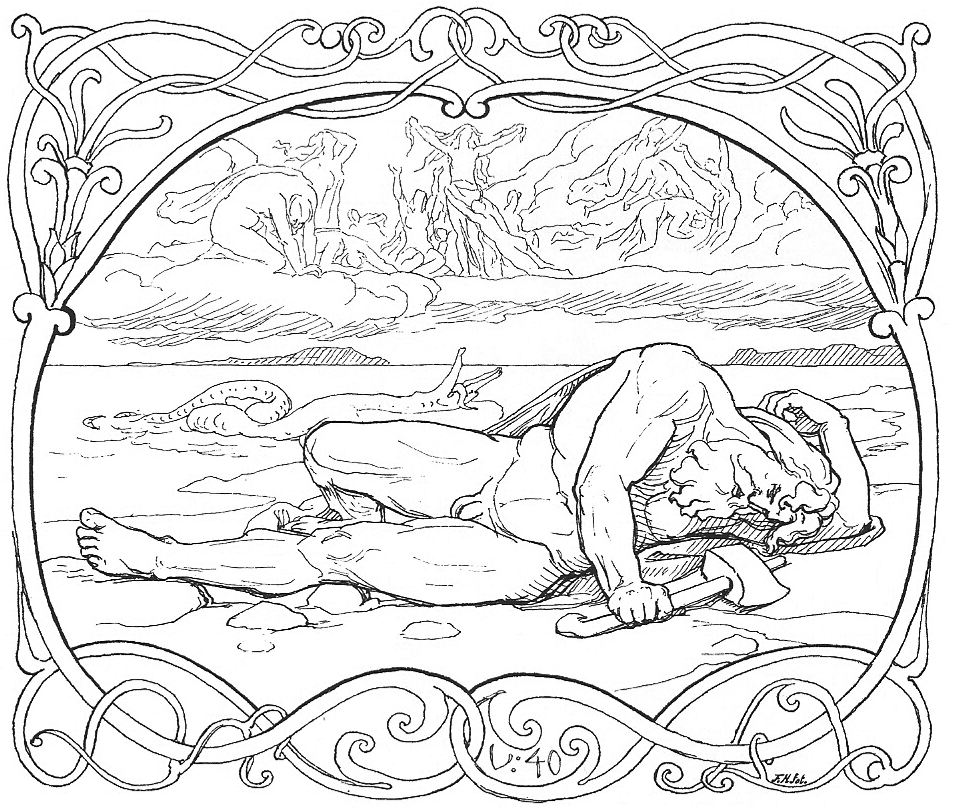
Thor et Jörmungand après s’être entre-tués (dessin de 1895).

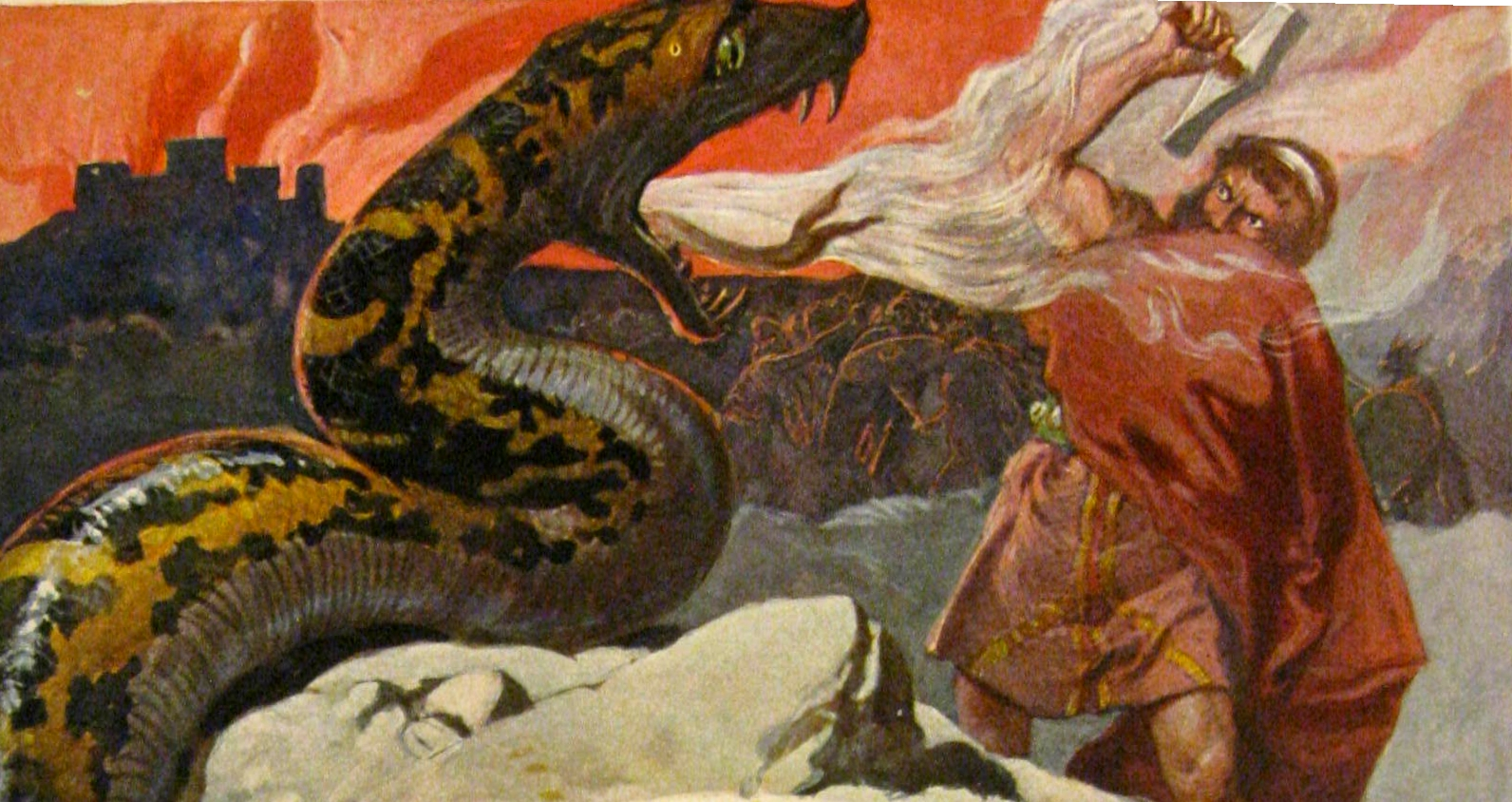
Thor se fait asperger de venin en affrontant Jörmungand.
Illustration d’Emil Doepler (1905).

Dans l'eschatologie nordique, il est prophétisé qu'une grande et ultime bataille aura lieu durant laquelle les géants, conduits par le dieu Loki, attaqueront les Ases et les hommes sur la plaine de Vígríd. Cet événement s'appelle le Ragnarök. Toutes les chaînes se briseront, et le loup Fenrir, comme son père Loki, seront libérés, et seront accompagnés de Jörmungand qui provoquera un raz-de-marée sur les terres. Au cours de cette bataille, la majorité des dieux, et tous les hommes hormis un couple périront.
Dans le poème eddique Völuspá, Jörmungandr est décrit à la strophe 50 « saisi de la fureur des géants » et fouettant les vagues. Son combat contre le dieu Thor est décrit à la strophe 56. Thor tue Jörmungandr pendant la bataille, mais périt à son tour après neuf pas :
| 56. Þá kemr inn mœri mögr Hlóðynjar, gengr Óðins sonr við orm vega; drepr hann af móði Miðgarðs véurr; munu halir allir heimstöð ryðja; gengr fet níu Fjörgynjar burr neppr frá naðri níðs ókvíðnum. | 56. Alors arrive le glorieux Fils de Hlódyn, Le fils d'Ódinn s'en va Tuer le serpent, Occit en courroux La sentinelle de Midgardr ; Tous les hommes vont Déserter leur demeure ; Le fils de Fjörgyn, Epuisé, recule De neuf pas devant la vipère Sans craindre la honte. |  |

Les mêmes événements sont décrits en prose dans la partie Gylfaginning de l'Edda de Snorri, vraisemblablement inspirée des vers de la Völuspá qui est citée dans l’œuvre. L'arrivée de Jörmungand est décrite au chapitre 51 :

« Alors l'océan déferlera sur les terres, parce que le serpent de Midgard, saisi par sa « fureur de géant », gagnera le rivage. [...] Le serpent de Midgard soufflera tellement de venin qu'il en aspergera l'air tout entier ainsi que la mer. Il sera absolument effrayant et il s'avancera aux côtés du loup (Fenrir) »

— Gylfaginning, chapitre 51
Le texte continue en expliquant que lorsque le dieu Odin combattra le loup Fenrir, Thor ne pourra pas lui venir en aide car il combattra Jörmungand :

« À ses côtés chevauchera Thor, mais il ne pourra lui venir en aide, parce qu'il aura fort à faire quand il se battra contre le serpent de Midgard. [...] Thor tuera le serpent de Midgard et fera encore neuf pas avant de tomber mort à terre, en raison du venin que le serpent crachera sur lui. »

— Gylfaginning, chapitre 51

## Témoignages archéologiques
Le mythe de la partie de pêche de Thor est représenté sur quatre pierres de l'âge des Vikings, témoignant de sa popularité.
La pierre runique d'Altuna en Suède, datée vers 1050, est la plus claire. Elle représente Thor tenant son marteau Mjölnir d'une main et un fil de pêche de l'autre, au bout duquel est représenté un serpent marin, les pieds de Thor traversants le plancher du bateau. Les autres pierres représentent deux personnes pêchant un animal non identifié, mais il peut être déduit qu'il s'agit bien du même mythe.
La croix de Gosforth en Angleterre, datée du Xe siècle, permet de supposer qu'il s'agit bien de la pêche de Jörmungand puisqu'une tête de bœuf est représentée au bout de la ligne.
La pierre d'Ardre VIII (Gotland, VIIIe siècle) ainsi que la pierre de Hœrdum (Danemark, entre les VIIIe et XIe siècles) semblent également représenter ce combat.

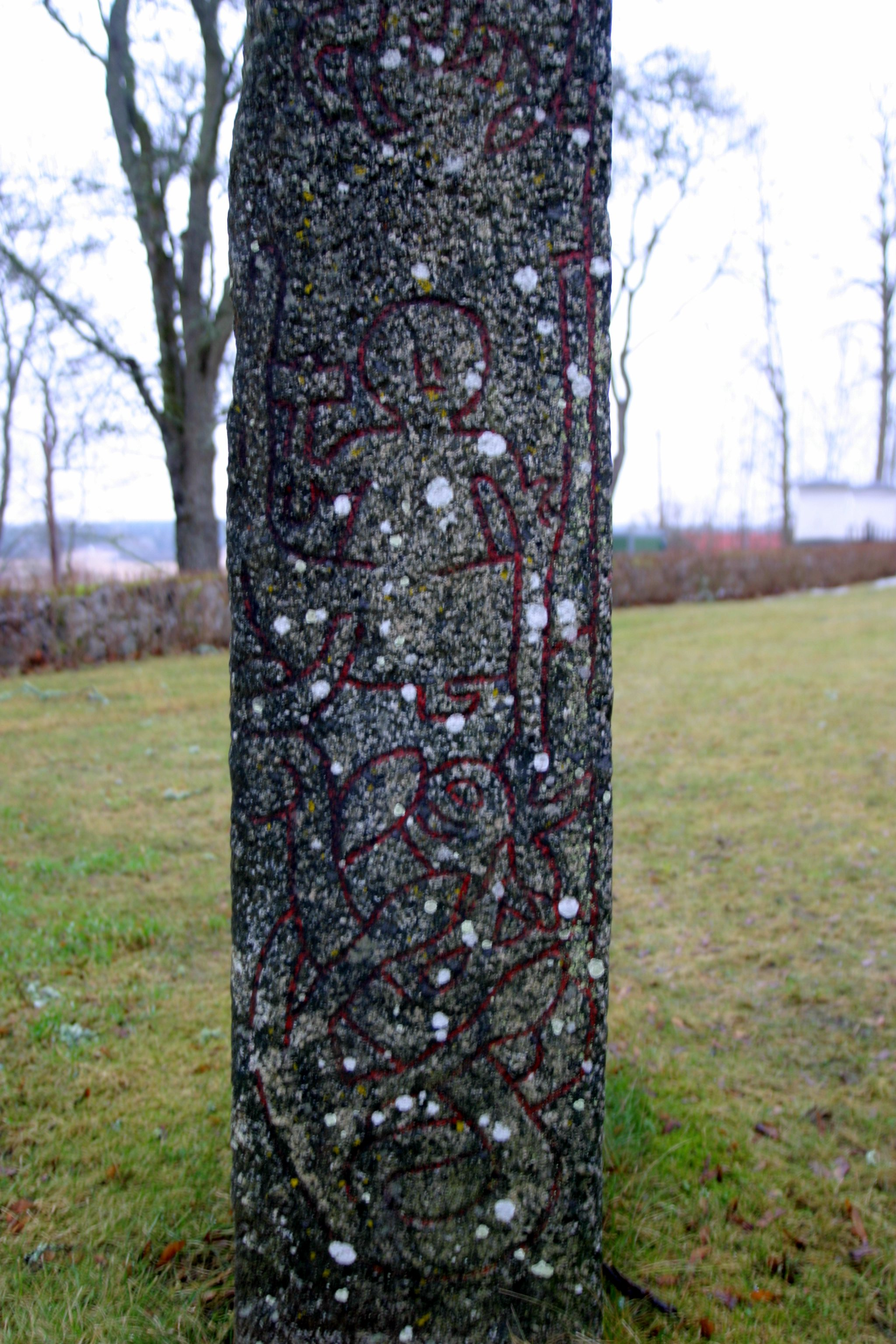
La pierre runique d'Altuna.
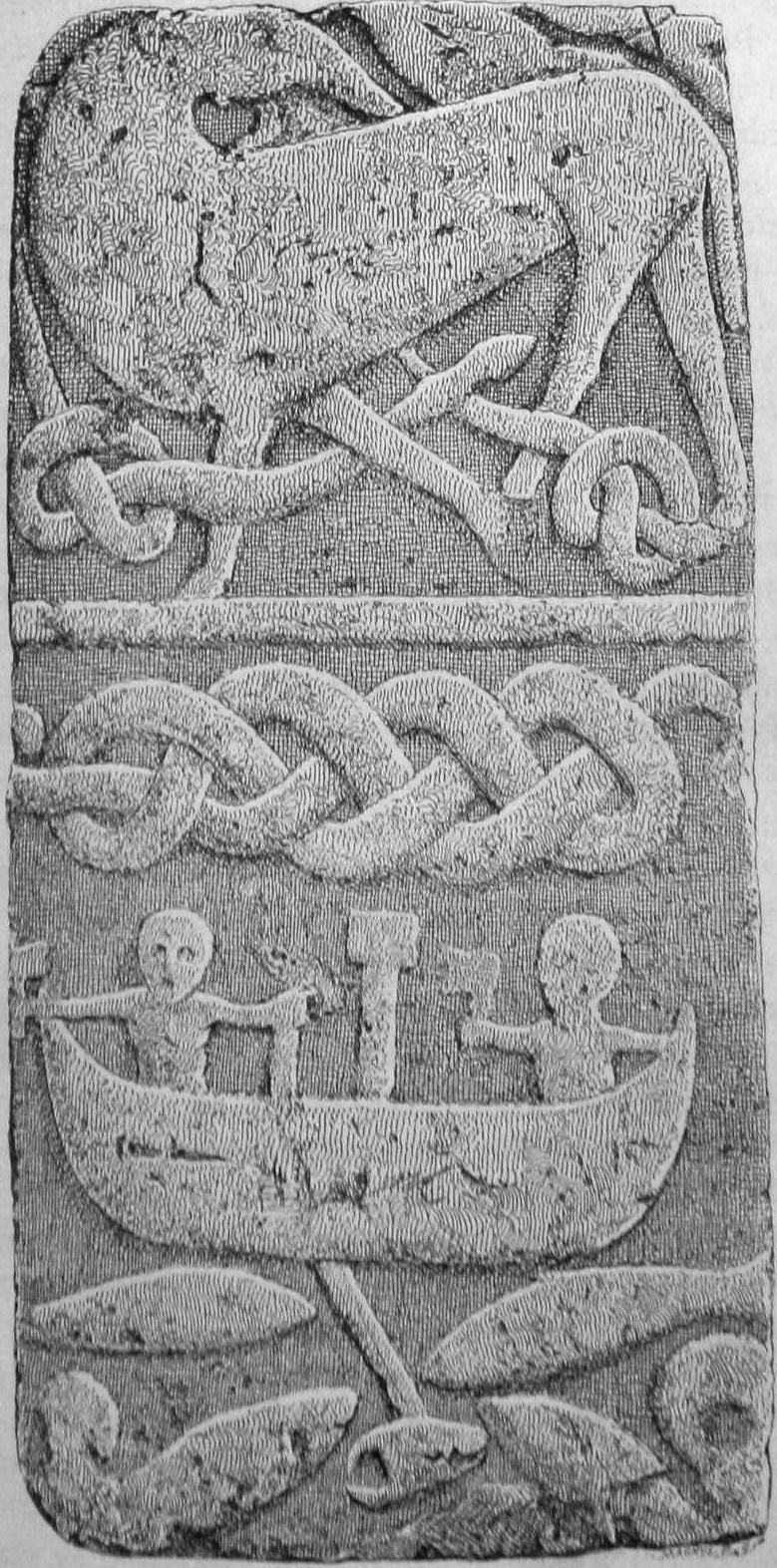
Détail de la croix de Gosforth.
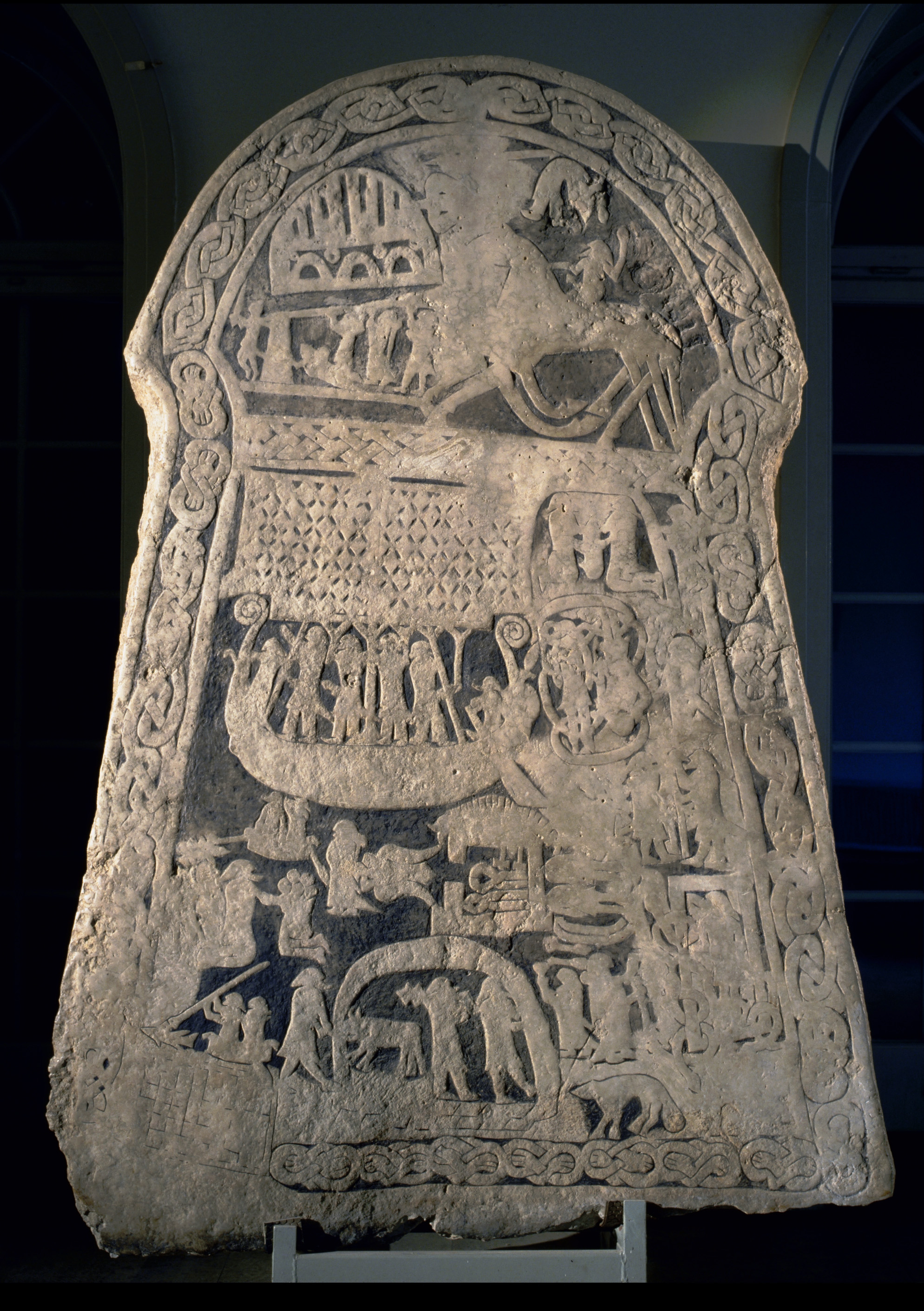
La pierre d'Ardre VIII.
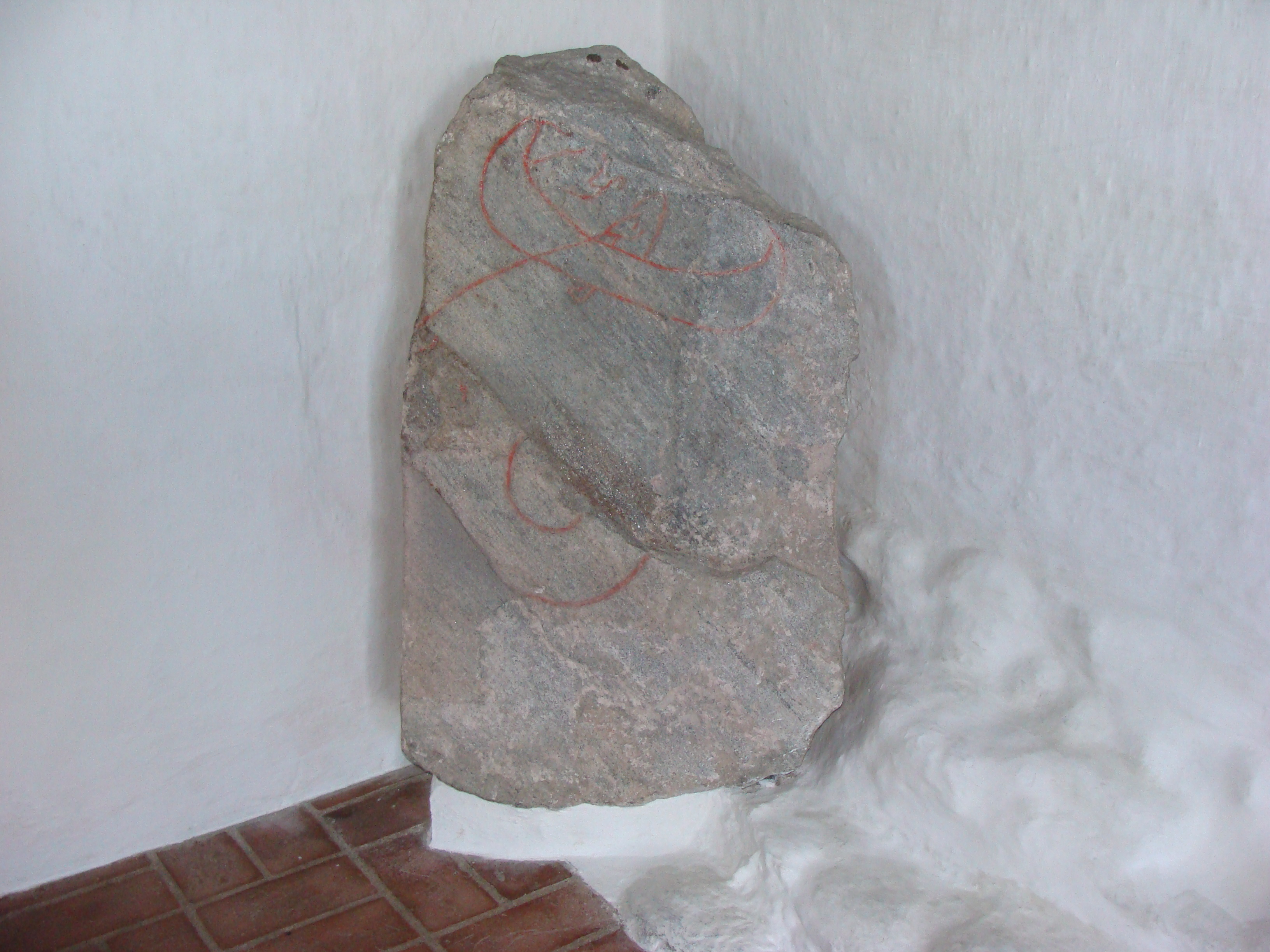
La pierre de Hœrdum.

Autrement, le poème scaldique Húsdrápa daté de 983 consiste en une description poétique par le scalde de gravures sur bois représentants des mythes, dont celui de la partie de pêche de Thor. Toutefois cette pièce d'art décrite n'a pas été retrouvée.

## Théories

### Mythologie comparée
Un serpent-monde sans nom est connu également dans les légendes populaires germaniques au Moyen Âge, en dehors de la Scandinavie. Les tremblements de terre étaient attribués à ses tortillements. Autrement, la lutte entre un dieu et un monstre à forme de serpent/dragon se retrouve dans plusieurs mythologies indo-européennes, par exemple, les combats entre Indra et Vṛtrá; Krishna et Kaliya, Zeus et Typhon, Apollon et Python, le dieu de l'Orage hittite contre le monstre Illuyanka, Marduk et le monstre marin primordial Tiamat et Râ et Apophis .
La possible influence du Léviathan biblique sur le mythe de Jörmungand a également été discutée. Le Léviathan a été compris par les théologiens chrétiens comme une personnification du diable, qui est détruit par le Christ. A. Kabell estime même que Jörmungand a été influencé par des apocryphes bibliques juifs du VIIIe siècle. Quoi qu'il en soit, il apparaît certain que les combats de Thor contre Jörmungand, et du Christ contre Leviathan, se sont influencés mutuellement à la christianisation de la Scandinavie, comme l'attestent la croix de Gosforth qui mélange mythes païens et chrétiens, et l'équation linguistique entre le serpent de Midgard et le Léviathan dans les traductions islandaises tardives de textes chrétiens.

### Symbolique
Jörmungand aurait symbolisé l’océan vaste et mystérieux ainsi que ses dangers, et serait une magnification des mouvements des vagues, évoquant les anneaux d’un serpent.

## Dans la culture populaire

### Musique
- Il est représenté affrontant Thor sur l'album Twilight of the Thunder God du groupe Amon Amarth, et les paroles de la chanson éponyme en font mention.
- Une chanson du groupe de metal Skálmöld est nommée Miðgarðsormur (« Serpent du Midgard »).

### Bande dessinée et manga
- Le serpent Jörmungand a été repris par les comics Marvel qui mettent aussi en scène le dieu Thor (première apparition en 1952 dans Marvel Tales no 105)[24]. Le combat entre Thor et Jörmungand est décrit dans Thor #272 - 273 (juin-juillet 1978)[25] et une deuxième fois dans The Mighty Thor #380 (juin 1987)[26].
- Jormungand (2006-2012) est également le titre d’un manga écrit par Keitarou Takahashi (en), reproduit en anime depuis 2012.

## Télévision

### Sur Netflix
Il existe une série sur Netflix sortie en 2020 nommée Ragnarök. Elle met en scène un adolescent, Magne, qui découvre qu'il est la réincarnation du dieu Thor. Son demi-frère Laurits se révèle être Loki, et les gens les plus riches d'Edda, les Jutul, sont en réalité des géants qui veulent tout faire pour anéantir les dieux. 
Dans la saison 2, Laurits, alias Loki, a un ver solitaire dans son ventre qui dévore tout ce qu'il a mangé, ce qu'il fait que l'adolescent a tout le temps faim. Un jour, il est pris de violentes douleurs au ventre après s'être injecté le sang de Wotan, alias Odin. Les médecins lui ouvrent le ventre afin de lui retirer le ver solitaire. Ils lui font remarquer que c'est le plus gros qu'ils aient jamais sorti. Laurits finit par le prendre chez lui, puis est contraint par les Jutul de le laisser dans le fleuve d'Edda, afin qu'il grandisse suffisamment afin de devoir servir pendant la grande bataille des dieux à tuer Magne. 
Dans la saison 3, Laurits ne cesse de venir afin de lui donner à manger, car il n'y a rien dans le fleuve d'Edda. Un jour, Fjor Jutul apprend à l'adolescent que le rôle du Serpent de Midgard est de tuer Thor, donc Magne, ce qui signifie qu'il faut lui apprendre à manger les humains. Comme Laurits ne veut pas donner des humains à manger à son fils, Fjor amène sa nouvelle assistante, Marianne, près du fleuve et la pousse dedans afin de la donner à manger au serpent. Il est dit plus tard à la radio que le corps de la jeune femme a été retrouvé déchiqueté et mutilé. Un autre jour, Fjor roule en voiture et rencontre un couple de personnes âgées. Il saisit cette occasion de les jeter eux aussi au serpent et fait mine ne pas savoir lire une carte et demande aux personnes âgées de l'accompagner près du fleuve d'Edda. On suppose qu'il les pousse eux aussi tous les deux afin de les donner à manger à la créature. 
Laurits va rendre visite à son fils et lui donne à manger. Jörmungand ne sort pas de l'eau pour manger, alors Laurits lui hurle de manger. Il lui demande ce qu'il veut alors comme nourriture et le Serpent envoie un morceau de jambe arrachée et ensanglantée sur le pont. Horrifié, Laurits comprend que Fjor a donné des humains à manger au Serpent, et s'en va. 
Pour mettre son plan à exécution, Fjor propose à Magne de faire de la course avec les bateaux dans le fleuve. Le jeune homme accepte. Le jour J, ils font la course. Magne est sur le point de gagner, mais soudain son bateau tombe en panne. Fjor continue alors que Magne l'appelle. Il se retrouve seul au milieu de l'eau sur son bateau, puis décide de pêcher. Il lance le fil. 
Soudain, le fil est tiré violemment vers le fond par une chose énorme et lourde. Magne continue à tirer, et lorsqu'il tire vers le haut, un gigantesque serpent sort de l'eau en se débattant. A la fois impressionné et terrifié, le jeune homme envoie son marteau par instinct, puis Jörmungand replonge sous l'eau. Le marteau va sous l'eau, et lorsque Magne tend la main pour qu'il revienne, le Serpent bondit d'un coup et avale le marteau. Sous le choc, Magne retourne chez les Jutul, surpris qu'il soit encore en vie. 
Lorsque Magne a des visions du Rägnarok pendant la cérémonie de la remise des diplômes, il se voit sur le champ de bataille, à la fin, face au Serpent. Il envoie son marteau et abat la créature, mais Jörmungand retombe sur lui et une de ses dents pointues transperce le dos de Magne. Le Serpent étant venimeux, Magne effectue neuf pas, comme dans les écrits, avant de tomber en rendant son dernier souffle. 

### Jeux vidéo
Jörmungand a inspiré plusieurs créatures ou technologies dans des jeux vidéo, qui empruntent des variantes de ses noms, notamment:
- Final Fantasy VII (1997),
- The Ocean Hunter (1998),
- Age of Mythology (2002),
- Battlestar Galactica Online (2004),
- Final Fantasy XII (2006),
- World of Warcraft: Wrath of the Lich King (2008),
- Tomb Raider: Underworld (2008),
- Magicka (2011)
- Pokémon X et Y (2013)
- Final Fantasy XV (2016),
- For Honor (2017),
- God of War 4 (2018),
- Smite (2019)
- God of War Ragnarök (2022)
- Palworld (2024)

### Jeux de cartes à jouer et collectionner
- Dans l'extension Kaldheim du jeu de cartes Magic : l'Assemblée, sortie en 2021 et inspirée de la mythologie scandinave, la créature légendaire de type grand serpent Koma, serpent du cosmos est inspirée de Jörmungand.
- Dans le jeu de cartes à jouer Yu-Gi-Oh! (jeu de cartes à collectionner) il existe une carte se nommant Jormungandr, Boss Genéraideur de l'éternité.

### Parcs d'attractions
Dans l'attraction Thor's Hammer (en), ouverte le 22 juin 2013 à TusenFryd, en Norvège, plusieurs êtres mythologiques, dont Jörmungandr (serpent de mer), Fenrir (un loup géant) et Surtr (un géant), font des apparitions durant le parcours.

## Éponymie
L'astéroïde (471926) Jörmungandr porte son nom.